# Villa Biscossi
Villa Biscossi là một đô thị ở tỉnh Pavia trong vùng Lombardia, có cự ly khoảng 50 km về phía tây nam của Milan và khoảng 30 km về phía tây nam của Pavia. Tại thời điểm ngày 31 tháng 12 năm 2004, đô thị này có dân số 74 người và diện tích là 5 km².
Villa Biscossi giáp các đô thị: Galliavola, Lomello, Mede, Pieve del Cairo.